# Райка струнка
Райка струнка (Dryophytes gratiosa) — вид земноводних з роду Dryophytes родини Райкові. Інша назва «гавкаюча райка».

## Опис
Загальна довжина досягає 5—7 см. Голова коротка. Тіло мішкувата, сутуле. У самців є горловий мішок-резонатор. Пальці з вираженими круглими присосками. Спина забарвлена у зелений колір з контрастним сітчастим малюнком з темно-зелених плям по більш світлому тлу. Черево жовтувате. Основний тон забарвлення може значно коливатися, проте малюнок зазвичай помітний.

## Спосіб життя
Полюбляє лісисту місцину. Значну частину життя проводить на деревах або чагарниках, зустрічається також у трав'янистій рослинності по берегах водойм. активна вночі. Живиться комахами.
Під час шлюбного сезону самець видає гучні звуки, що нагадують гавкіт. Звідси походить інша назва цієї райки. З березня по серпень відбувається парування та розмноження цієї райки. Самиця відкладає до 2000 яєць. Личинки з'являються через 50—70 днів. Пуголовки сягають 5 см завдовжки.

## Розповсюдження
Це ендемічний вид США. Поширена від штату Нью-Джерсі, Кентуккі, Віржинії і Меріленда до Флориди і Луїзіани.